# Ореш'є-Окицько
Ореш'є-Окицько (хорв. Orešje Okićko) — населений пункт у Хорватії, у Загребській жупанії у складі міста Ястребарсько.

## Населення
Населення за даними перепису 2011 року становило 16 осіб.
Динаміка чисельності населення поселення:

## Клімат
Середня річна температура становить 9,65 °C, середня максимальна – 23,08 °C, а середня мінімальна – -5,60 °C. Середня річна кількість опадів – 1138 мм.
| Клімат поселення                              | Клімат поселення | Клімат поселення | Клімат поселення | Клімат поселення | Клімат поселення | Клімат поселення | Клімат поселення | Клімат поселення | Клімат поселення | Клімат поселення | Клімат поселення | Клімат поселення | Клімат поселення |
| Показник                                      | Січ.             | Лют.             | Бер.             | Квіт.            | Трав.            | Черв.            | Лип.             | Серп.            | Вер.             | Жовт.            | Лист.            | Груд.            |                  |
| Середній максимум, °C                         | 6,07             | 7,40             | 11,01            | 15,10            | 19,82            | 23,08            | 22,08            | 21,64            | 17,94            | 13,15            | 7,83             | 4,27             |                  |
| Середня температура, °C                       | 0,23             | 1,57             | 5,18             | 9,26             | 14,00            | 17,26            | 18,98            | 18,55            | 14,84            | 10,06            | 4,72             | 1,19             |                  |
| Середній мінімум, °C                          | −5,6             | −4,27            | −0,66            | 3,42             | 8,16             | 11,40            | 15,89            | 15,45            | 11,74            | 6,95             | 1,62             | −1,93            |                  |
| Норма опадів, мм                              | 58               | 63               | 79               | 89               | 95               | 123              | 106              | 109              | 110              | 109              | 112              | 85               |                  |
| Середньомісячна швидкість вітру, м/с          | 1.70             | 1.82             | 2.20             | 2.12             | 2.02             | 1.80             | 1.74             | 1.64             | 1.60             | 1.70             | 1.80             | 1.77             |                  |
| Середньомісячна сонячна радіація, кДж/м²·день | 4186             | 6857             | 10397            | 14770            | 18749            | 20447            | 21539            | 18447            | 13757            | 8700             | 4631             | 3392             |                  |
| --------------------------------------------- | ---------------- | ---------------- | ---------------- | ---------------- | ---------------- | ---------------- | ---------------- | ---------------- | ---------------- | ---------------- | ---------------- | ---------------- | ---------------- |
| Джерело:                                      |                  |                  |                  |                  |                  |                  |                  |                  |                  |                  |                  |                  |                  |